# Папска була
Папска була је врста јавног декрета, патентна писма и повеље коју је издао папа Католичке цркве. Име је добила по оловном печату, званом була, који се традиционално додавао на крају како би се потврдила његова аутентичност.